# Communauté de communes du Guillestrois
La communauté de communes du Guillestrois est une ancienne communauté de communes française, située dans le département des Hautes-Alpes et la région Provence-Alpes-Côte d'Azur.

## Histoire
La communauté de communes du Guillestrois est née le 1er janvier 2001, après 35 ans de collaboration sous la forme d'un SIVOM entre les communes membres. Cet établissement public de coopération intercommunale (EPCI) rassemble huit communes du canton de Guillestre.
La loi no 2015-991 du 7 août 2015 portant nouvelle organisation territoriale de la République, dite « loi NOTRe », impose aux structures intercommunales une population minimale de 15 000 habitants pour pouvoir être maintenues, avec des dérogations, sans pour autant descendre en dessous de 5 000 habitants. L'ensemble des communes du département des Hautes-Alpes étant classé en zone de montagne, c'est ce dernier chiffre qui s'applique. Avec une population municipale de 5 794 habitants en 2012, la communauté de communes du Guillestrois peut se maintenir.
Le schéma départemental de coopération intercommunale (SDCI) des Hautes-Alpes, dévoilé en octobre 2015, propose la fusion avec la communauté de communes de l'Escarton du Queyras, cette dernière accusant une population inférieure au seuil préconisé par la loi. Aucun changement n'est apporté après consultation de la commission départementale de coopération intercommunale du 17 mars 2016, qui adoptera le SDCI. La future communauté de communes comptera seize communes pour une population de 8 237 habitants en 2012. Elle s'appellera « Communauté de communes du Guillestrois et du Queyras ».

## Territoire communautaire

### Géographie
La communauté de communes du Guillestrois est située à l'est du département des Hautes-Alpes, dans l'arrondissement de Briançon. Elle appartient au Pays du Grand Briançonnais,, qui va des Écrins au Queyras, et au bassin de vie du Guillestrois, qui comprend aussi la communauté de communes voisine de l'Escarton du Queyras.
Elle se situe entre le parc national des Écrins et le parc naturel régional du Queyras.
Le territoire communautaire est desservi par la route nationale 94, route reliant Gap et Embrun à Briançon, ainsi que par la liaison ferroviaire entre Paris (nuit)/Marseille (jour), Gap et Briançon avec une gare à Eygliers (gare de Montdauphin - Guillestre).

### Composition
La communauté de communes contenait les communes de Eygliers, Guillestre, Mont-Dauphin, Réotier, Risoul, Saint-Clément-sur-Durance, Saint-Crépin et Vars.

### Démographie
| 1968  | 1975  | 1982  | 1990  | 1999  | 2008  | 2013  |
| ----- | ----- | ----- | ----- | ----- | ----- | ----- |
| 3 464 | 3 761 | 4 706 | 4 996 | 5 185 | 5 497 | 5 774 |

## Administration

### Siège
Le siège de la communauté de communes est situé à Guillestre.

### Les élus
La communauté de communes est gérée par un conseil communautaire composé de 30 membres représentant chacune des communes membres et élus pour une durée de six ans.
Ils sont répartis comme suit :
| Nombre de délégués | Communes                             |
| ------------------ | ------------------------------------ |
| 8                  | Guillestre                           |
| 3                  | Eygliers, Risoul, Saint-Crépin, Vars |
| 1                  | Réotier, Saint-Clément-sur-Durance   |
| 1 (suppléant)      | Mont-Dauphin                         |

### Présidence
Le président de la communauté de communes est élu par le conseil communautaire.
| Période | Période | Identité         | Étiquette | Qualité                           |
| ------- | ------- | ---------------- | --------- | --------------------------------- |
| 2001    | 2008    | Pierre Eymeoud   | UMP       | Ancien maire de Vars              |
| 2008    | 2014    | Bernard Esmieux  | DVD       | Ancien maire de Saint-Crépin      |
| 2014    | 2020    | Max Brémond      | UMP-LR    | Maire de Risoul                   |
| 2020    |         | Dominique MOULIN |           | 1er adjoint Commune de Guillestre |

En 2014, le conseil communautaire a désigné sept vice-présidents :
| No | Identité           | Qualité                            | Chargé :                                                                 |
| -- | ------------------ | ---------------------------------- | ------------------------------------------------------------------------ |
| 1  | Marcel Cannat      | Maire de Réotier                   | de la commission Finances                                                |
| 2  | Bernard Leterrier  | Maire de Guillestre                | du SMITOMGA                                                              |
| 3  | Jean-Louis Queyras | Maire de Saint-Crépin              | de la commission « développement économique, aménagement du territoire » |
| 4  | Anne Chouvet       | Maire d'Eygliers                   | de la commission « environnement, infrastructures et cadre de vie »      |
| 5  | Jean-Pierre Boulet | Maire de Vars                      | de la commission « Vivre ensemble »                                      |
| 6  | Jean-Louis Bérard  | Maire de Saint-Clément-sur-Durance | du SMIAGD                                                                |
| 7  | Gilbert Fiorletta  | Maire de Mont-Dauphin              | de la commission « tourisme, sport et patrimoine culturel »              |

### Compétences
L'intercommunalité exerce des compétences qui lui sont déléguées par les communes membres.
À la suite de la modification des statuts le 22 juin 2015, la communauté de communes exerce :
- trois compétences obligatoires (développement économique ; aménagement de l'espace communautaire ; gestion des milieux aquatiques et prévention des inondations, ou GEMAPI[Note 4]) ;
- cinq compétences optionnelles (protection et mise en valeur de l'environnement ; politique de la ville ; équipements culturels, sportifs et enseignement pré-élémentaire et élémentaire ; action sociale ; assainissement) ;
- une compétence facultative : la maîtrise d'ouvrage déléguée par des opérations communales.

### Régime fiscal et budget
Elle compte quatre pôles : le pôle des services généraux, le pôle des services techniques, celui du développement local, et celui de la vie locale. Son budget (fonctionnement et investissement) pour 2006 se situe autour de 10 millions d'euros.